# Heterangaeus pallidellus
Heterangaeus pallidellus är en tvåvingeart som beskrevs av Alexander 1933. Heterangaeus pallidellus ingår i släktet Heterangaeus och familjen hårögonharkrankar. Inga underarter finns listade i Catalogue of Life.